# Vipavska brda
Die Vipavska brda und Vrhe (‚Wippacher Hügel‘ und ‚Berge‘) sind ein mittelgebirgiger Hügelzug am Nordwestrand des Karst des Dinarischen Gebirges im Südwesten Sloweniens. Der höchste Punkt der Vrhe ist der 724 m hohe Goli vrh.

## Lage und Landschaft
Das Hügelgebiet liegt etwa 25 Kilometer südöstlich von Gorica (Gorizia, Görz) und ebensoweit nordöstlich von Triest. Es erstreckt sich mit Höhen um 200 bis 600 Meter südlich von Ajdovščina über etwa 35 km.
Die Landschaft befindet sich zwischen der Vipavatalebene (Vipavska dolina) im Norden und Osten, und dem Talzug Branica–Raša (Dolina Branice – Dolina Raše), einem Vipava-Nebengewässer, im Südwesten. Auf der anderen Talseite der Vipava liegt nördlich der Trnovski gozd (Ternowaner Wald) und östlich der Nanos. Südwestlich befindet sich der Triestiner Karst bei Triest, und südöstlich die Vremščica. Östlich geht der Zug in den Slavinski Ravnik bei Postojna über.
Vipavska brda nennt man tendenziell den Nordteil mit dem Zug Školj–Planina (Veliki Školj 418 m. i. J., Planina-Gipfel 437 m. i. J.) zwischen Brunik und Ajdovščina und die Ostflanke bei Vipava. Vrhe heißt der höhere Südteil, der sich von Štanjel über den Hrbec (618 m. i. J.) und Ovčje brdo (621 m. i. J.) zum Goli vrh erstreckt. Dieser Berg ist auch die Kulmination des Hügelzuges und der gleichnamige Pass (621 m. i. J.) die Trennung zum Slavinski Ravnik. Das südöstlichste Gebiet dort, bei Senožeče, wird Senožečka brda genannt. Gegliedert wird das Hügelland primär durch den Oberlauf der Branica östlich von Štanjel, wo sie auch ein Knie um diesen Ort macht: die Benennung der Gegenden ist aber diesbezüglich uneinheitlich.
Die wichtigsten Passübergänge sind der Ort Vrtovče (286 m. i. J.) am Školj, Koboli – Pil (280 m. i. J.) – Erzelj über die Planina, die Goško prevala (233 m. i. J.) zwischen Vipava und Štanjel, und die Höhenstraße am Hrbec bei Vrabče (512 m. i. J.) zwischen Podnanos und Senožeče. Beim Goli vrh passiert auch die Avtocesta (Autobahn) A1 Ljubljana – Koper die Vrhe.

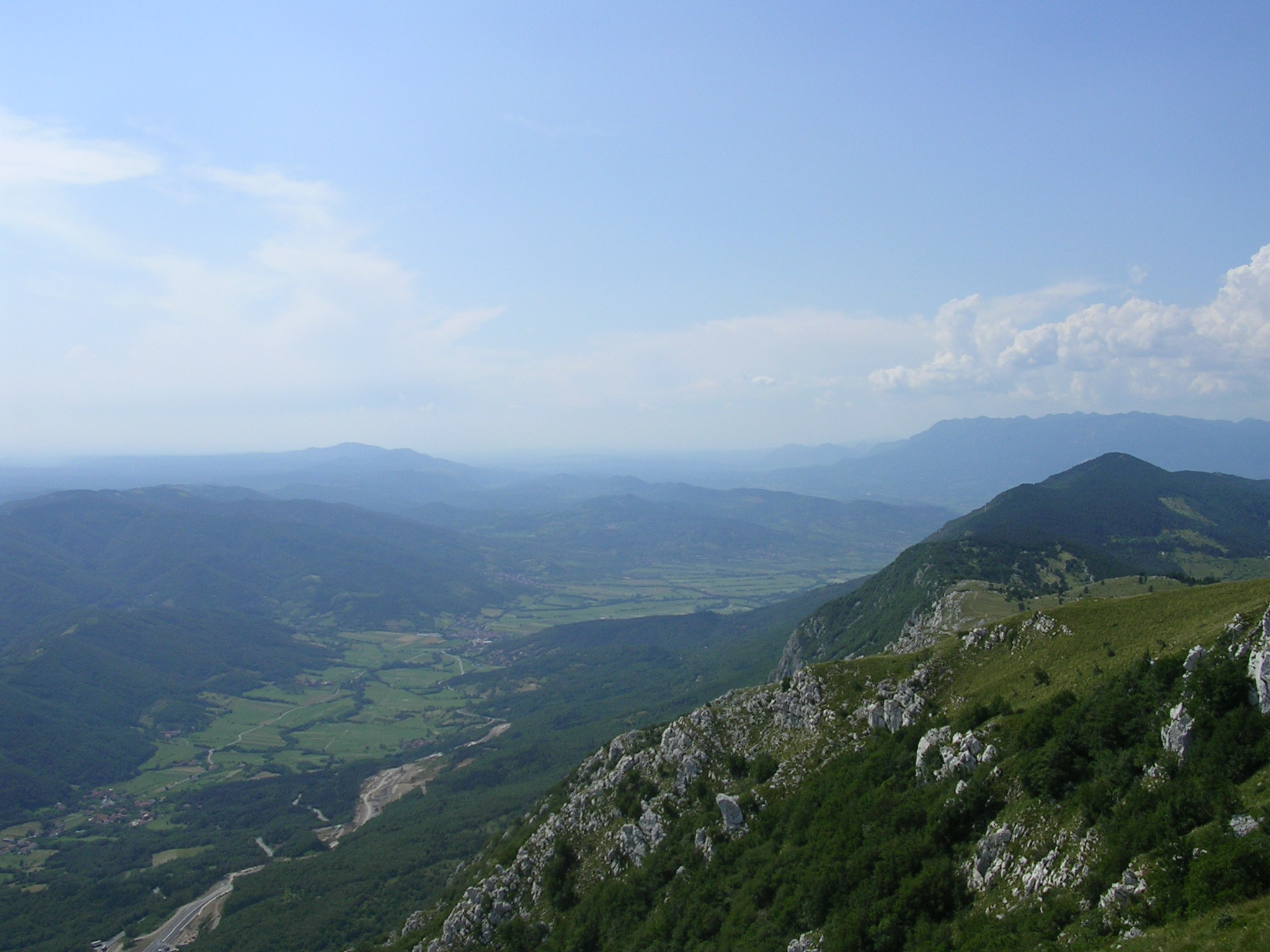
Blick von der Pleša am Nanos nordostwärts  bei Vipava und Podnanos, mittig die Brda und links höheren Vrhe
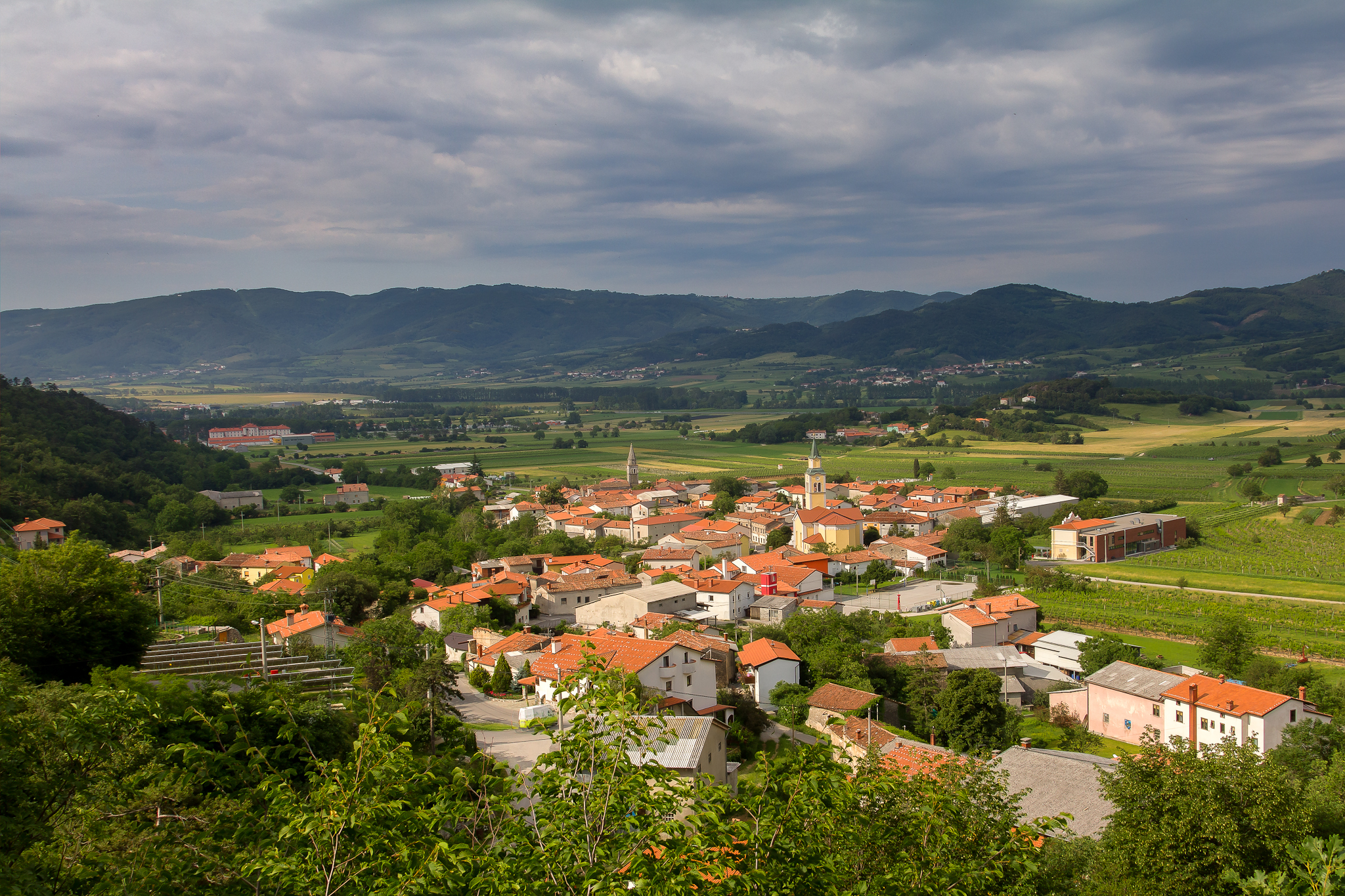
Blick über Vrhpolje bei Vipava auf Slap, Lože und Podraga: Hrbec (Vrhe, links) und Obelunec (Brda, Mitte rechts)
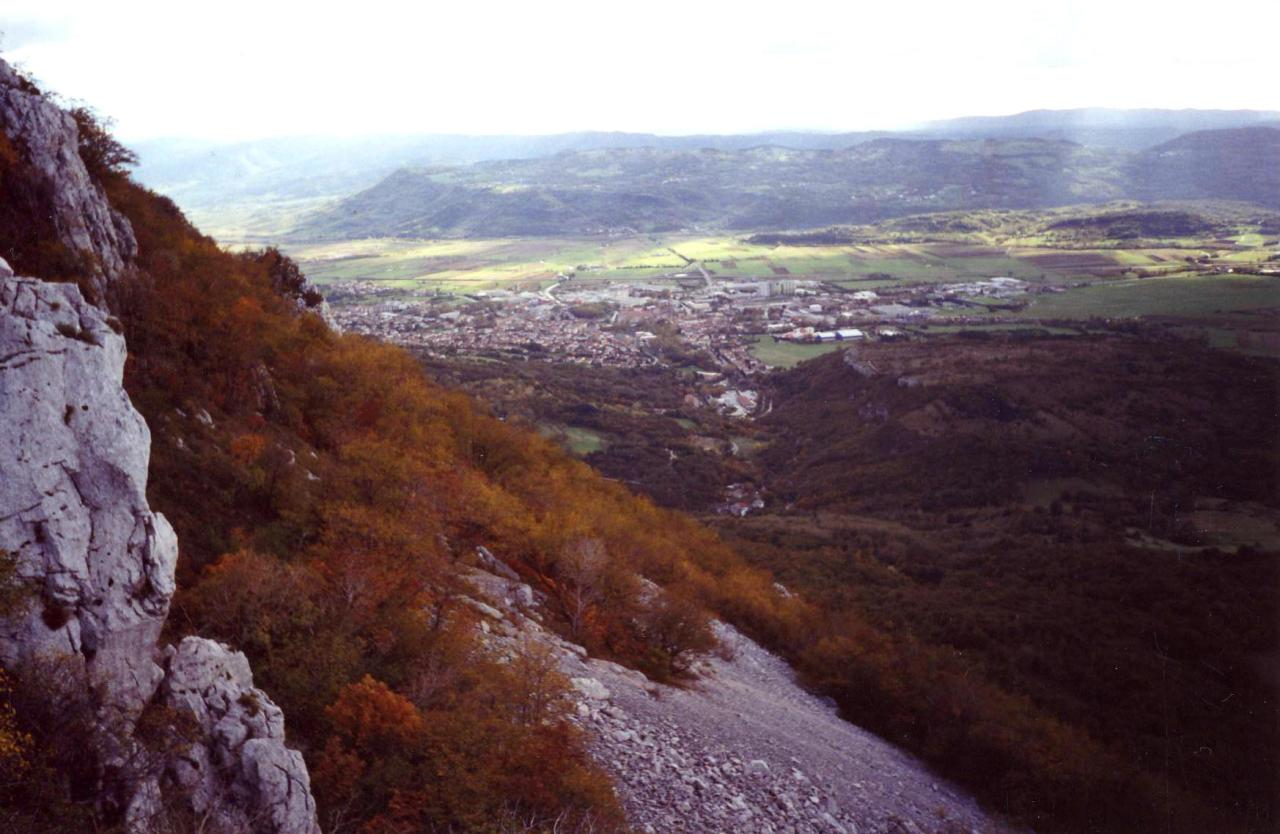
Blick über Ajdovščina südwärts auf Planina (mittig) und Školj (rechts), hinten der Karst

## Geologie und Natur
Der Hügelzug hebt sich gänzlich gegen den umliegenden Karst (Kalke und Dolomite) ab, sondern ist ein toniger Sandstein (Flysch), der zur Adriatisch-ionischen Flyschzone der Südalpen und Dinariden gehört, die sich von der Weinregion der Goriška brda (Colli) zu den Brkini zieht. Die Flyschzone unterscheidet sich mit ihren kuppigen Hügelformen und dem Reichtum an kleinen Bächen und Gräben ganz charakteristisch von den verkarsteten, kahlen oder trockenwaldigen Plateaus nordöstlich und südwestlich. Die Trockentalung der Raša mit dem Ter (673 m. i. J.) und der südöstlichen Hochfläche bei Dolenja vas und Senožeče sind aber schon typischer Karst.
Der Flysch macht auch die Qualität als Weinbaugebiet aus, die Brda gehören zur Weinregion Primorska (wobei sich Weinlagen auch auf der anderen Talseite befinden). Besonderheit der Vipava-Weine sind die alten Rebsorten Pinela und Zelen.